# Melanagromyza virginiensis
Melanagromyza virginiensis är en tvåvingeart som beskrevs av Spencer 1986. Melanagromyza virginiensis ingår i släktet Melanagromyza och familjen minerarflugor.
Artens utbredningsområde är Virginia. Inga underarter finns listade i Catalogue of Life.